# Аусекліс (поет)

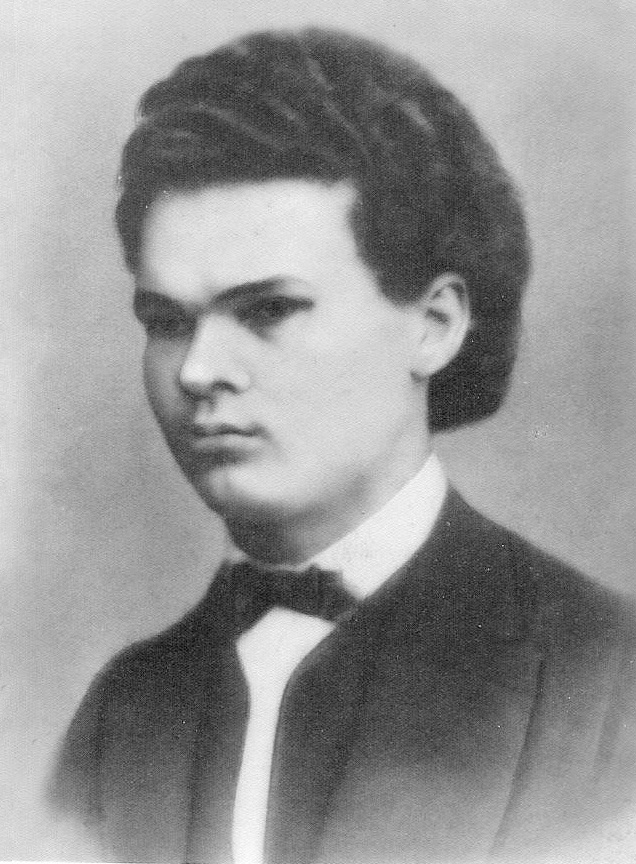
Miķelis Krogzemis

Аусе́кліс (латв. Auseklis псевдонім, справжнє ім'я Мікелис Крогземіс, нар. 18 вересня 1850 — пом. 6 лютого 1879) — латиський поет-романтик.

## Біографія
Мікелис Крогземіс народився 18 вересня 1850 року на хуторі Сіполі Унгурпильської волості Валмієрського уїзду (зараз Алойська волість Алойського краю).
Закінчив вчительську семінарію у Валці. Працював вчителем у Яунпієбалзі, Цисісе, Лієлварді. В 1872 році опублікував перший твір, а пізніше, того ж таки року вийшов збірник «Вірші».
У 1874 році на 2-й всесвітній учительській конференції в Ризі виступив з доповіддю, в якій детально виклав програму народної школи. В листопаді 1874 році після безуспішних спроб знайти роботу в Ризі, почав працювати вчителем у Санкт-Петербурзі. В 1888 році в Санкт-Петербурзі видані його твори («Ausekļa raksti»).
Похований на Алойському міському кладовищі.

## Творчість
Представник демократичного крила руху «національного пробудження». Зазнавав утисків за вільнодумство.
Самобутній поет-новатор, надав латиській поезії яскравого національного колориту. Волелюбні вірші Аусекліса спрямовані проти німецьких баронів і латиського духівництва. Використовував у творчості історичну тематику, міфологію, латиський фольклор. Ідеалізував державу. Працював у сатиричній поезії, був ідеальним керівником альманахів «Дундури». Поетизував патріархальний побут. Перекладав Пушкіна, Кольцова, Крилова, Ґете та ін.
У Ризі іменем поета названа вулиця, а в Алоє — школа, перед якою встановлений гранітний пам'ятник поету (скульптор М. Ланге).